# Lavernhe
Lavernhe korábbi község Franciaország Okcitánia régiójában, Aveyron megyében. Lakosainak száma 220 fő (2018. január 1.). Lavernhe Lapanouse, Recoules-Prévinquières, Sévérac-le-Château, Vézins-de-Lévézou és Sévérac d’Aveyron községekkel határos.
2016. január 1-jén négy másik korábbi községgel egyesült és az így létrejött Sévérac d’Aveyron új község része lett.

## Népesség
A település népessége az elmúlt években az alábbi módon változott:
| Lakosok száma | 342  | 280  | 232  | 250  | 231  | 245  | 238  | 231  | 220  | 220  |
|               | 1962 | 1968 | 1982 | 1990 | 1999 | 2008 | 2011 | 2013 | 2017 | 2018 |